# Sagi Kalev

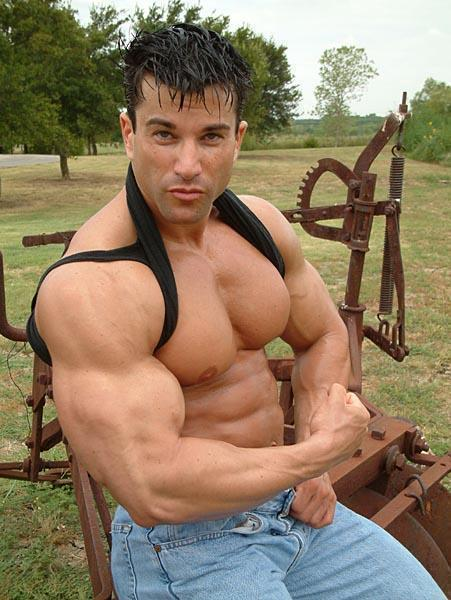
Sagi Kalev

Sagi Kalev (* 30. Juli 1971 in Tel Aviv) ist ein Bodybuilder aus Israel. 1993 zog er nach Texas, USA, um dort professioneller Bodybuilder zu werden. Bereits mit 16 Jahren fing er mit dieser Sportart an. Nach eigenen Angaben wollte er damit selbstbewusster werden. 
Sagi Kalev diente vier Jahre lang in der Zahal, wo er auch als Soldat am zweiten Golfkrieg teilnahm. Zweimal wurde er „Mr. Israel“. Des Weiteren hatte er einen Gastauftritt bei Baywatch und war Tänzer bei den Chippendales. Seit 1996 arbeitet er als Model.
| Personendaten    | Personendaten            |
| ---------------- | ------------------------ |
| NAME             | Kalev, Sagi              |
| KURZBESCHREIBUNG | israelischer Bodybuilder |
| GEBURTSDATUM     | 30. Juli 1971            |
| GEBURTSORT       | Tel Aviv                 |